# Zeche Altendorf Tiefbau
Die Zeche Altendorf Tiefbau war ein Steinkohlen-Bergwerk in Essen.

## Geschichte
Am 14. Oktober 1855 konsolidierten sich mehrere kleine Bergbaubetriebe (a., Vereinigte Mülheimer Glück & Wildenstein, b., vereinigte Große Varstbank & Altendorfer Erbstollen, c., vereinigte Preußische Adler, d., Catharina und Catharina II, e., Zeche Alte Aproche, f., Vereinigte Neue Sackberg & Schrutenberend, g., Alte Sackberg, h., vereinigte Alte Sackberg & Gleitling, i., Neue Aproche k., Polen und l., Dreieinigkeit) im Raum von Burgaltendorf zu einer bergrechtlichen Gewerkschaft. Es handelte sich um Stollenbetriebe, von denen die Stollen der Gesellschaft Altendorfer Mulde bereits durch tonnlägige (schräg abwärts führende) Schächte zum Tiefbau übergegangen waren.
Daher wurde die neu gegründete Gewerkschaft Gewerkschaft Altendorf Tiefbau benannt. Die Kohlenförderung erfolgte zunächst weiterhin über die Stollen, während das Erschließen der tiefergelegenen Sohlen über die zwei Schächte Rochussen (bereits 1845 durch die Zeche Altendorfer Mulde abgeteuft wurde der Schacht in "nördliche Mulde" umbenannt) und Laura erfolgte.
1862 führte ein Brand im Grubengebäude zu einer längeren Betriebsunterbrechung. Nach Wiederherstellung der Grubengebäude wurde die Gesellschaft Kandanghauer nebst Stollen und Schacht Willm zuerworben. Im Anschluss wurde die Zeche nach modernen Aspekten ausgebaut. 1873 (erste Versuche im Jahr 1865) wurden auf der Zeche Altendorf Tiefbau zum ersten Mal im Ruhrbergbau Presslufthämmer eingesetzt.
Um 1879 bekam die Zeche durch die Rheinische Eisenbahn-Gesellschaft einen Gleisanschluss zwecks Kohlentransports an den Bahnhof Altendorf (Ruhr) und damit an die Mittlere Ruhrtalbahn.
1880 überflutete ein Ruhrhochwasser die nahen Grubenbaue und brachte den Betrieb für ein Jahr beinahe komplett zum Erliegen. Nach erfolgter Wiederaufwältigung folgte der Beschluss, komplett zum Tiefbau mit seigeren (senkrechten) Schächten überzugehen. 1887 bis 1888 wurde der Schacht 1 der Zeche Altendorf niedergebracht. Nach dessen Inbetriebnahme erreichte die Zeche mit 630 Beschäftigten ihre höchste Förderung von 210 000 t Anthrazitkohle jährlich.
In der Folgezeit sollte die Zeche weiträumig ausgebaut werden. 1893 ging eine Brikettfabrik in Betrieb. 1896 wurde neben Schacht 1 der Schacht 2 angesetzt. Mehrere Wassereinbrüche führten immer wieder zu starken Störungen im Abteufbetrieb. 1899 wurden die beiden ältesten tonnlägigen Schächte abgeworfen. Nach Fertigstellung von Schacht 2 im Jahre 1902 wurde dann auch Schacht Willm abgeworfen und verfüllt.
Die nahe Ruhr störte aber auch weiterhin den Grubenbetrieb. 1907 ging Schacht 1 zu Bruch. Die Grube soff ab, wodurch die Gewerkschaft Altendorf in starke finanzielle Probleme gebracht wurde. Die Zahlungsschwierigkeiten verstärkten sich auch dadurch, dass die Gesellschaft in den Vorjahren Grubenfelder dazugekauft hatte (Zeche Prinz Friedrich u. a.), um das Grubenfeld ausdehnen zu können.
1908 wurde die Gewerkschaft Altendorf von den Essener Steinkohlenbergwerke AG aufgekauft, da die Gewerkschaft wirtschaftlich nicht mehr überlebensfähig war. Schacht 1 wurde wiederaufgewältigt.

## Stilllegung
Die Betreibergesellschaft stellte allerdings fest, dass die zu dem damaligen Zeitpunkt wirtschaftlich gewinnbaren Vorräte nicht ausreichten, um einen weiteren Ausbau der Zeche zu rechtfertigen. Das Augenmerk der Essener Steinkohlenbergwerke AG lag seinerzeit mehr auf dem Ausbau der leistungsfähigeren Schachtanlagen.
So wurde die Zeche Altendorf Tiefbau 1914 stillgelegt. Schacht 1 wurde verfüllt, Schacht 2 wurde abgedeckt und als Stillstandsbereich weitergeführt.
1958 wurde das Feld Altendorf Tiefbau von der Zeche Vereinigte Dahlhauser Tiefbau in die Abbauplanung einbezogen. Schacht 2 wurde wieder instand gesetzt und mit einem neuen Fördergerüst versehen. Ab 1965 wurde der Schacht Altendorf 2 der Zeche Carl Funke zugeordnet und als Schacht Carl Funke 5 bis zur Stilllegung 1973 geführt.

## Heutiger Zustand
Nach Verfüllung des Schachtes Altendorf 2 1974 ist das Gelände in Burgaltendorf durch industrielle Nutzung übernommen worden. Nur wenige kleine Gebäude weisen auf den ursprünglichen Gebrauch hin.